# Namea nebulosa
Namea nebulosa là một loài nhện trong họ Nemesiidae.
Namea nebulosa được miêu tả năm 1984 bởi Raven.